# Högby, Järfälla kommun

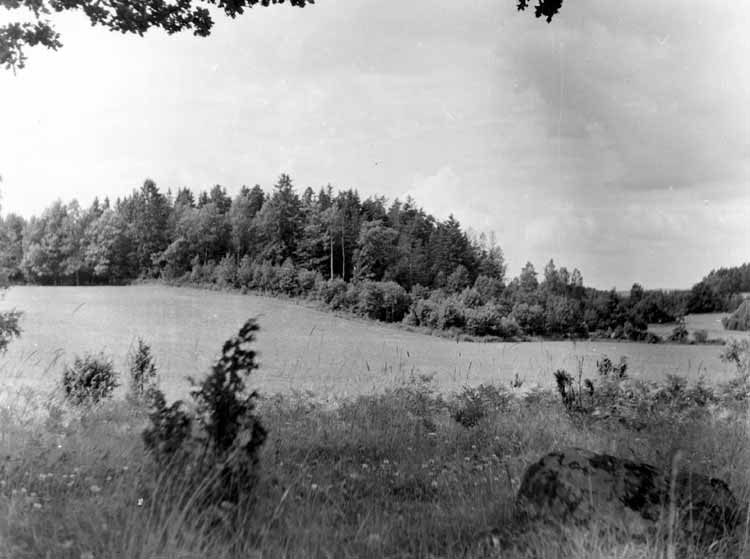
Högby gamla gårdsplats i Viksjö. Fotografi från 1957.

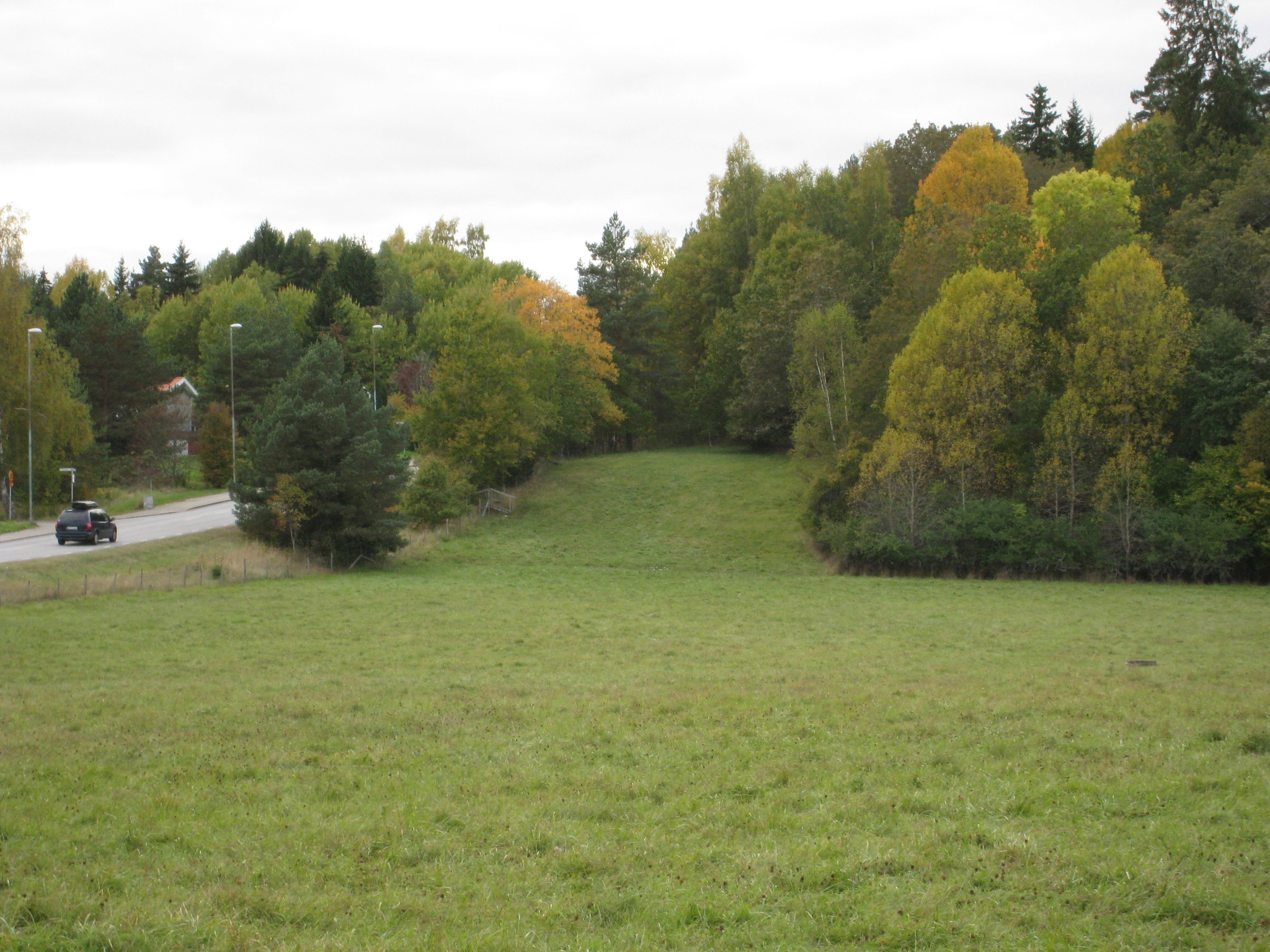
Högby gamla gårdsplats i Viksjö. Fotografi från oktober 2015.

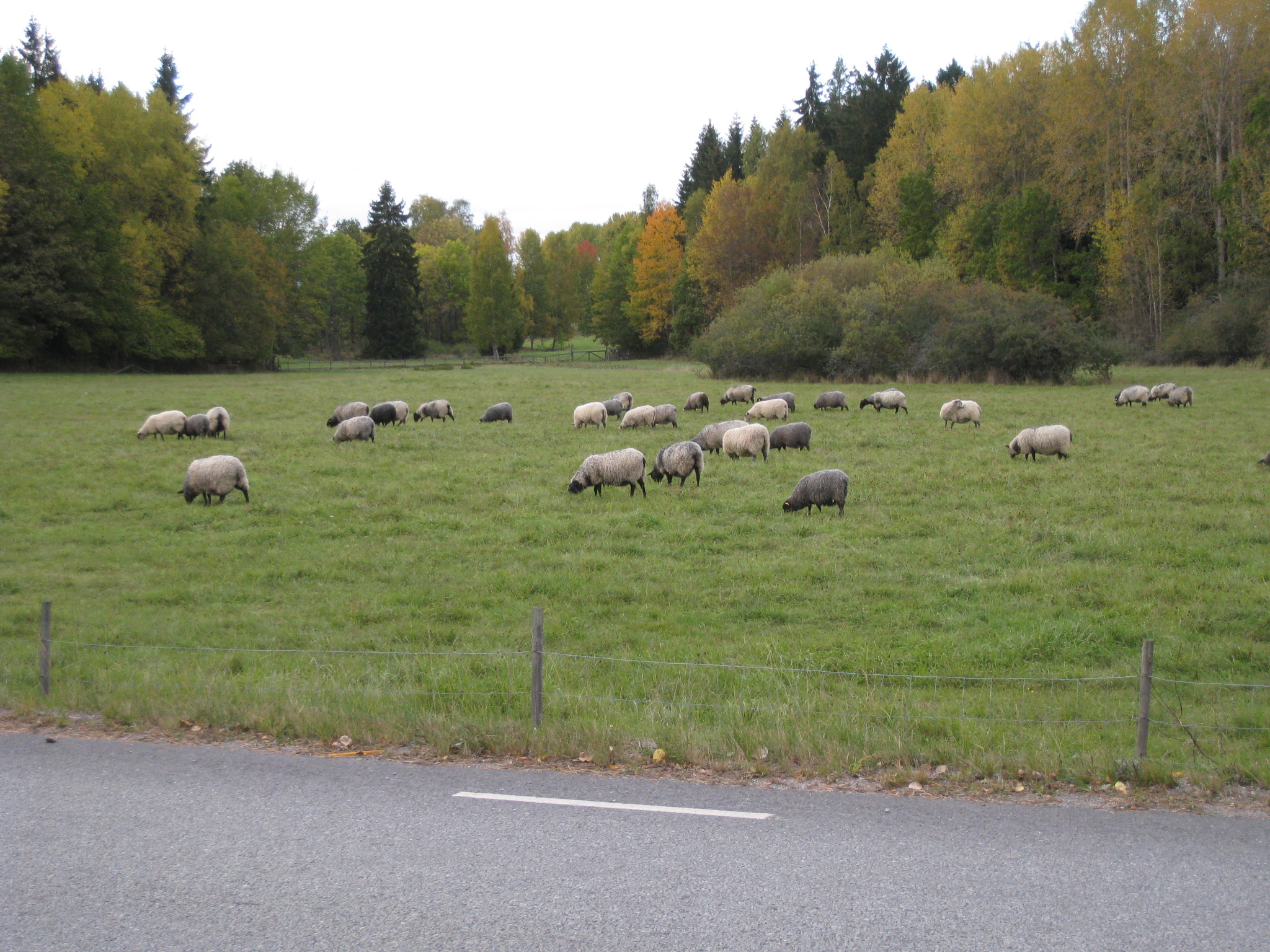
Marken vid Högby ingår i Görvälns naturreservat och betas av får. Järfälla kommun sköter driften av både djurhållning och åkrar.

Högby var en gård i Viksjö i Järfälla socken, Stockholms län. Gården omtalas första gången 1538 och den fanns under nära 300 år, från 1538 till 1852, då den ännu var bebodd. Av gården återstår ingenting idag. Högby gårdsplats ligger omedelbart norr om Råstensvägen, cirka 700 m från Mälarvägen och i höjd med dagens villakvarter mellan Triangelvägen och Polygonvägen i Viksjö. Området vid Högby ligger inom Görvälns naturreservat och de öppna gamla kulturmarkerna brukas av Järfälla kommun.
På 1800-talet fram till 1852 användes Högby som bostad för tjänstefolk på Viksjö gård. I slutet av 1800-talet bestod Högby av två gårdar. Under 1960- och 1970-talen tillkom på Högby gamla ägor den nordvästligaste delen av Viksjö samhälle; sålunda områdena strax söder om Råstensvägen. På 1980-talet fanns ännu en ganska bred stensträng, som möjligen var rester av en rågång mellan Görvälns och Viksjös ägor. Även vissa stensamlingar och krusbärsbuskar kan ha samband med den tidigare bebyggelsen. I området lever namnet Högby kvar i Högbyvägen, där radhusen byggdes i slutet av 1960-talet och början av 1970-talet, i Högbyskolan, som öppnades 1973 på Högbyvägen 170 som den tredje skolan i Viksjö och i Högby förskola på Högbyvägen 193.

## Ortnamnet Högby
Etymologin till bebyggelsenamnet Högby är enligt Karin Calissendorff i sin bok Ortnamn i Uppland från 1986, det typiska uppländska ortnamnsefterleden och ortnamnsändelser. Ortnamnsefterled som betecknar bebyggelse brukar sluta på -bod(a), -bo, -by, -lösa, -sta, -sätra, -sättra, -torp och -tuna. Däremot kan några ortnamnsefterled som betecknar bruksorter och industrier -bruk och -fors. Vanliga ortnamnsändelser är också de som slutar på -a samt och -inge och -unge. Alla ortnamn delas upp i två huvudkategorier, de är naturnamn och kulturnamn. Kulturnamnen kan indelas tre kategorier, nämligen ägonamn, bebyggelsenamn och namn på artefakter.
Högby utgjorde ¼ mantal frälse enligt jordeboken 1539, det hette högeby ptl 1549, 1550, 1551, "udi Högby udi Görfelle sochn GIR 22" (= Gustaf I:s registratur, GIR) sidan 163, 1551, högby ptl 1555, 1556. Sedan länge har Högby gård varit obebyggd och uttal finns inte upptecknat.
I ett ortnamn brukar hög beteckna "kulle" av något slag. Området vid Högby ligger numera på ekonomiska kartan inom jordregisterenheten Görväln, som är ganska fyndfattig. Nordväst om Brännbol finns en liten stensättning, som är 20 m i diameter, men den är knappast av den typ som har kallats "hög" och är ganska avlägsen, även om det är tänkbart att bebyggelseplatsen låg ett stycke åt nordost från den plats som är utsatt på adresskartan. Högby kan möjligen vara uppkallad efter ett annat Högby, till exempel den gamla by med det namnet som ligger på i på Färingsö eller Svartsjölandet.

## Läsidesmoränen i Högby

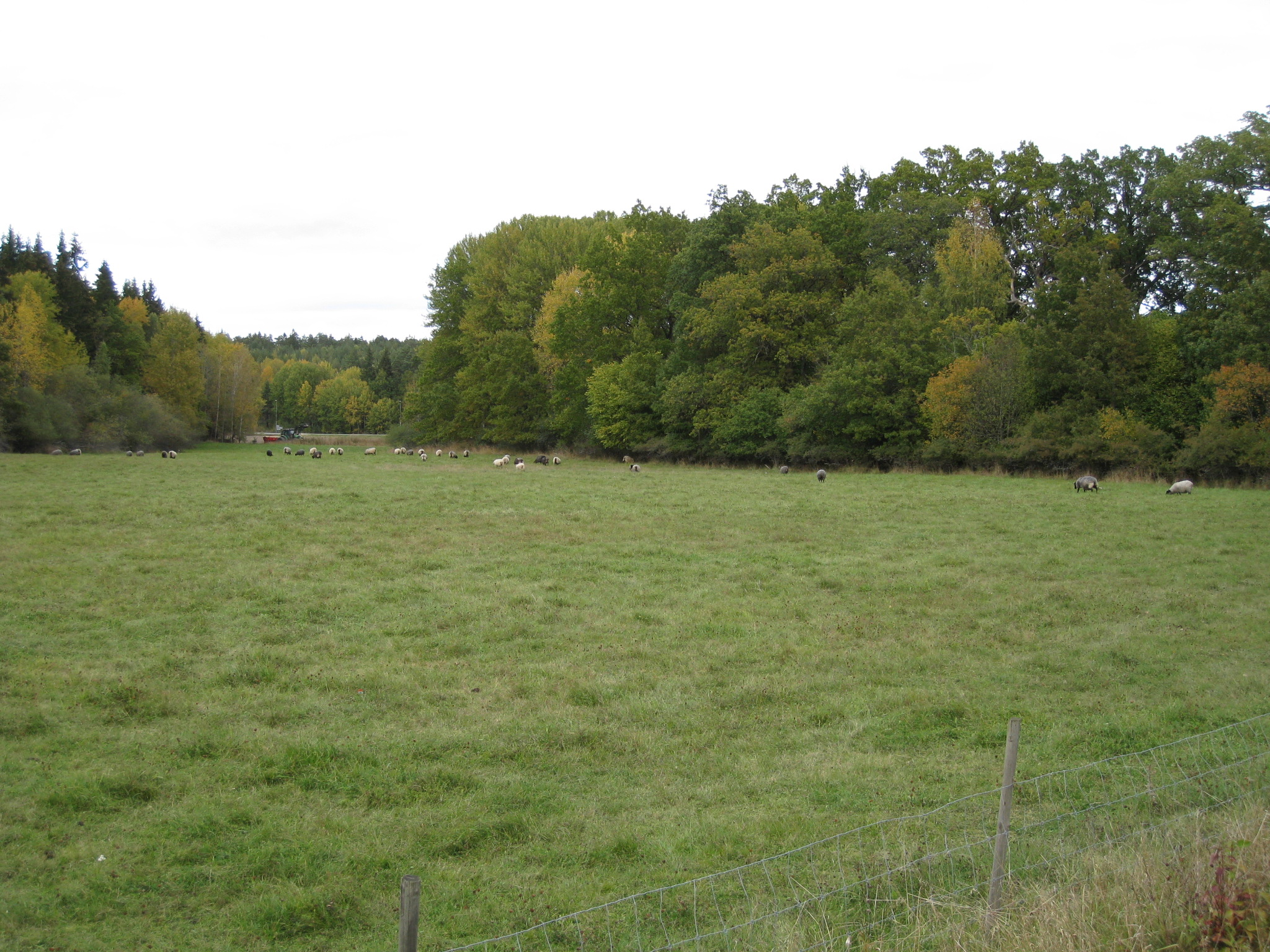
Fåren betar på ängsmarken vid den västra sidan av läsidesmoränen vid åkerholmen vid Högby.

En långsträckt kulle ligger i åkern i vinkeln mellan Mälarvägen och Råstensvägen. Inom geovetenskapen kallar man en sådan kulle läsidesmorän. Läsidesmoräner utgörs av morän som avlagrats på läsidan av en häll eller ett stort block. Man vet inte exakt hur den har bildats, men moränen samlades bakom bergkärnan och leran har pålagrats senare. Isen som kom norrifrån pressades upp mot bergskärnan. Ett hålrum bildades bakom kärnan, där sten och jord som isen förde med sig lossnade och blev liggande som i en halv strut bakom berget. I närheten av denna läsidesmorän finns även två andra väl utbildade moräner. En annan moränform är De Geer-moränen. Ett annat exempel på minnen från istiden i Järfälla är klapperstensvallarna på Hummelmoraberget.

## Historik

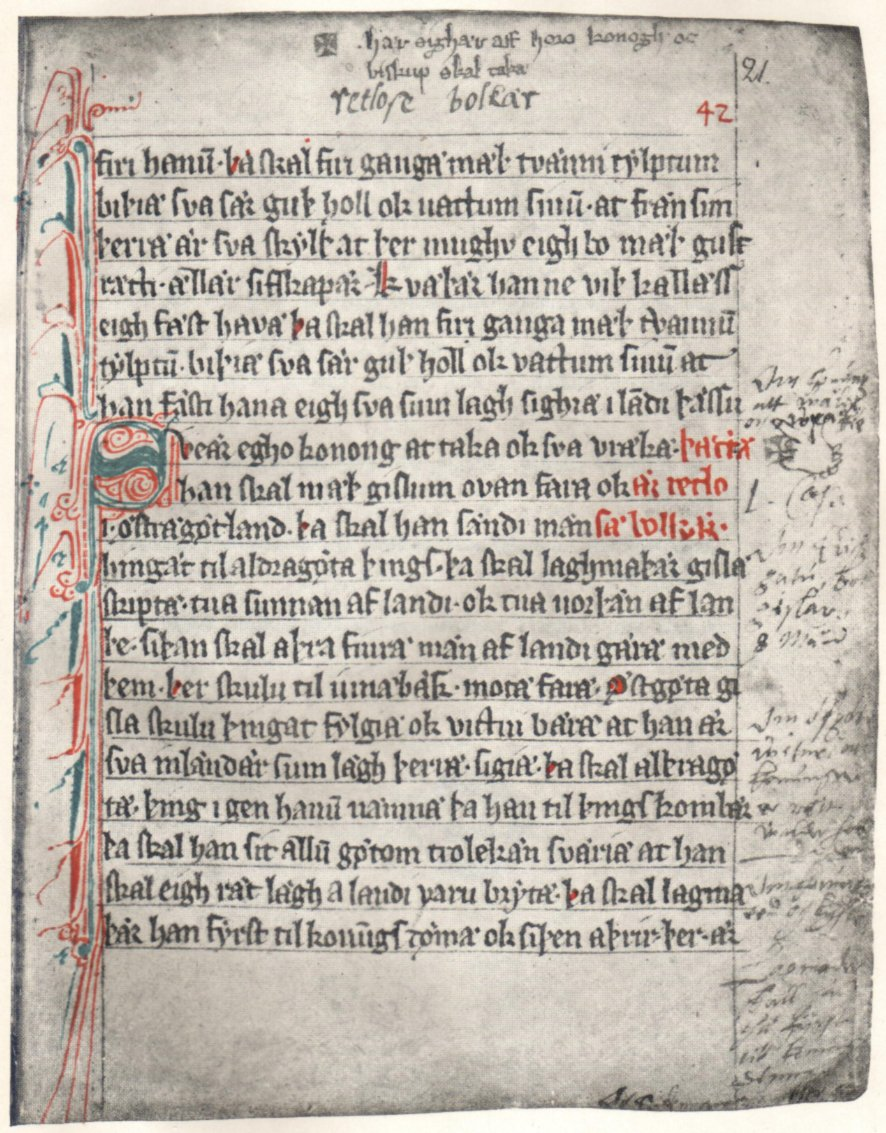
Ett blad ur Äldre västgötalagen från 1400-talet. Äldre Västgötalagens "Rättlösabalk" i handskriften B 59. Vid det målade S:et börjar texten Svearna äga taga konung och likaså vräka.

De tre gårdarna, Högby, Fastebol och Vam har vad jordnatur och ägare beträffar följt varandra under nästan hela den period från vilken handlingar finns bevarade. Så långt tillbaka som vi kan följa gårdarna i handlingar har de tre gårdarna varit frälsegårdar med samma ägare som Viksjö. Gårdarna har alltsedan Viksjö gård på 1600-talet blev säteri legat under den gården. Ett undantag utgjorde i detta hänseende Vam som redan 1847 frånsåldes Viksjö.
Sedan länge har gården varit obebyggd. Högby var inte någon by, utan en ganska liten gård sydväst om Brännbol. På kartor från 1686 och 1709 finns gården med sin ägomark redovisad. Av namnet skulle man kunna tro att Högby var en stor urgammal by med gravhögar från hednatiden, högha byr af hedhnu bygder, som uttrycker det i Västgötalagen. Men Högby i Järfälla förefaller inte att ha legat vid någon gravhög eller vid någon markerad höjd, annat än så att gården låg i den dalgång som går upp från Görväln och nedanför en höjdsträckning.

## 1400-talet

### Högby gård omtalas 1494
Högby omtalas första gången 1494, enligt Nils Rynings kopiebok (I r 17) på Kungliga biblioteket och upptas i Upplands handlingar som ett frälsetorp.

### Arvskiftet 1494
År 1494 skiftades arvet efter riksrådet och lagmannen i Uppland Gregers Mattsson (Lillie) (död 1494), varvid Viksjö och jord i Högby, Fastebol, Kallbrunna och Vam tillföll sonen riddaren och riksrådet Bengt Gregersson (Lillie) (1455-1501), som då ärvde Högby. För Högby räntade Bengt Gregersson Lillie 0:12 penningar och 1514 räntade Anna Bengtsdotter Lillie också 0:12 penningar. Dessa uppgifter finns under Viksjö i Nils Rynings kopiebok (I r 17) på Kungliga biblioteket.

## 1500-talet

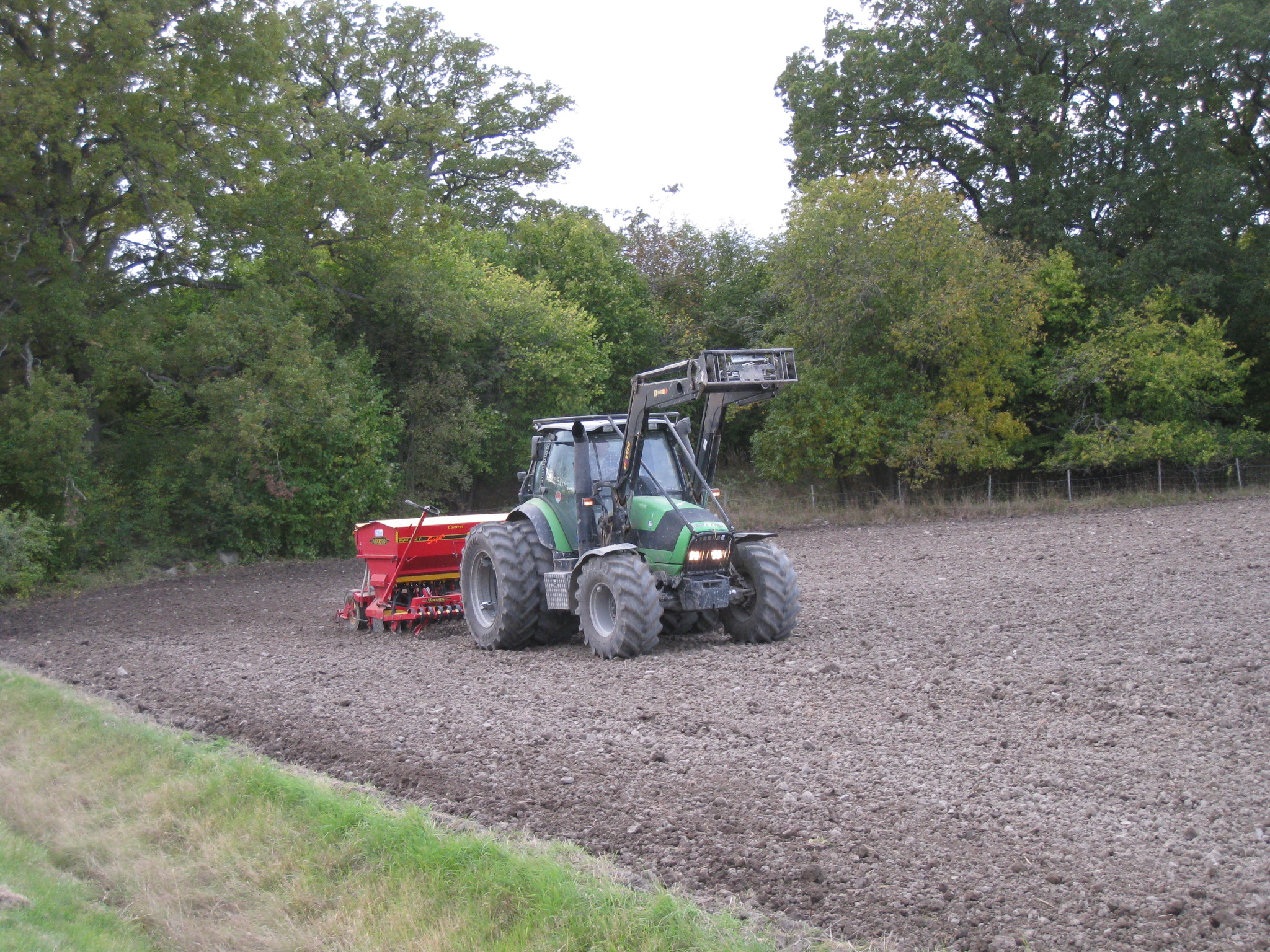
Harvning med traktor av åkern vid Högby oktober 2015.

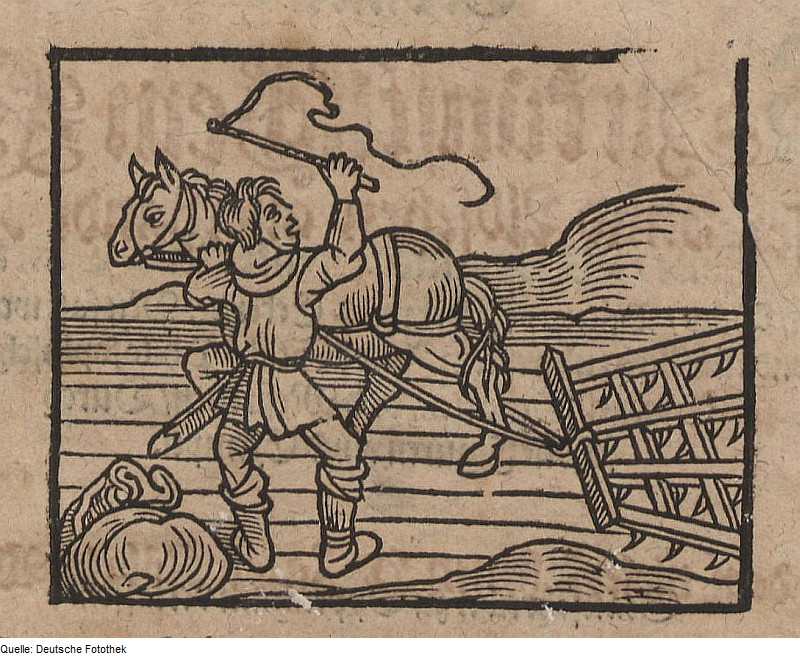
Redan på 1500-talet harvades säkert åkermarkerna kring Högby gård. Bilden visar harvning med hästar på 1500-talet. Harven har en lång historia, ungefär lika lång som plogen. Träsnitt av Jakob Köbel (1452-1533). Han var träsnidare, boktryckare och förläggare, men också en betydande matematisk skriftställare.

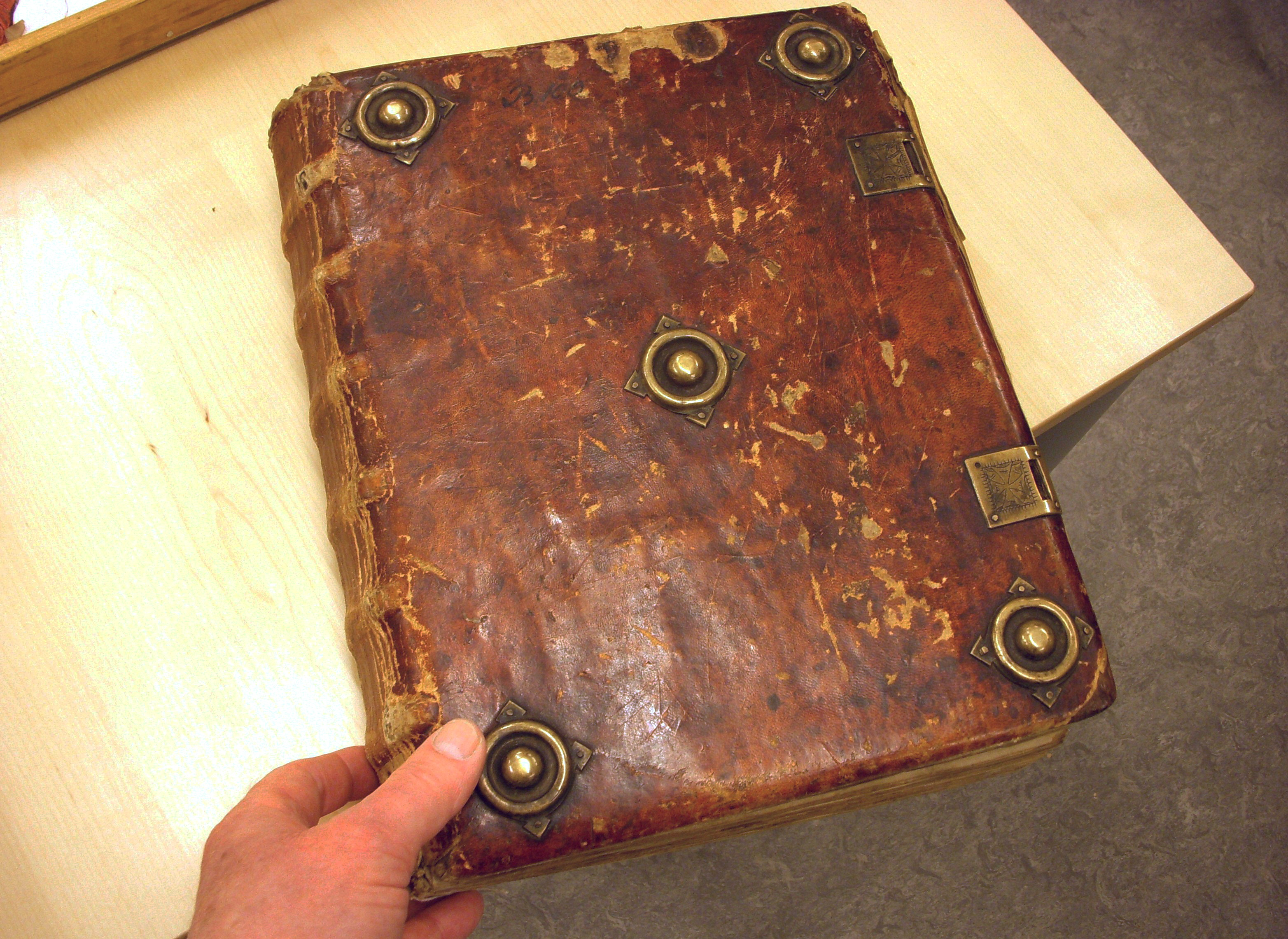
Pärmen till Stockholms stads jordebok för åren 1420-1470. Denna äldsta volym bevaras på Stockholms stadsarkiv.

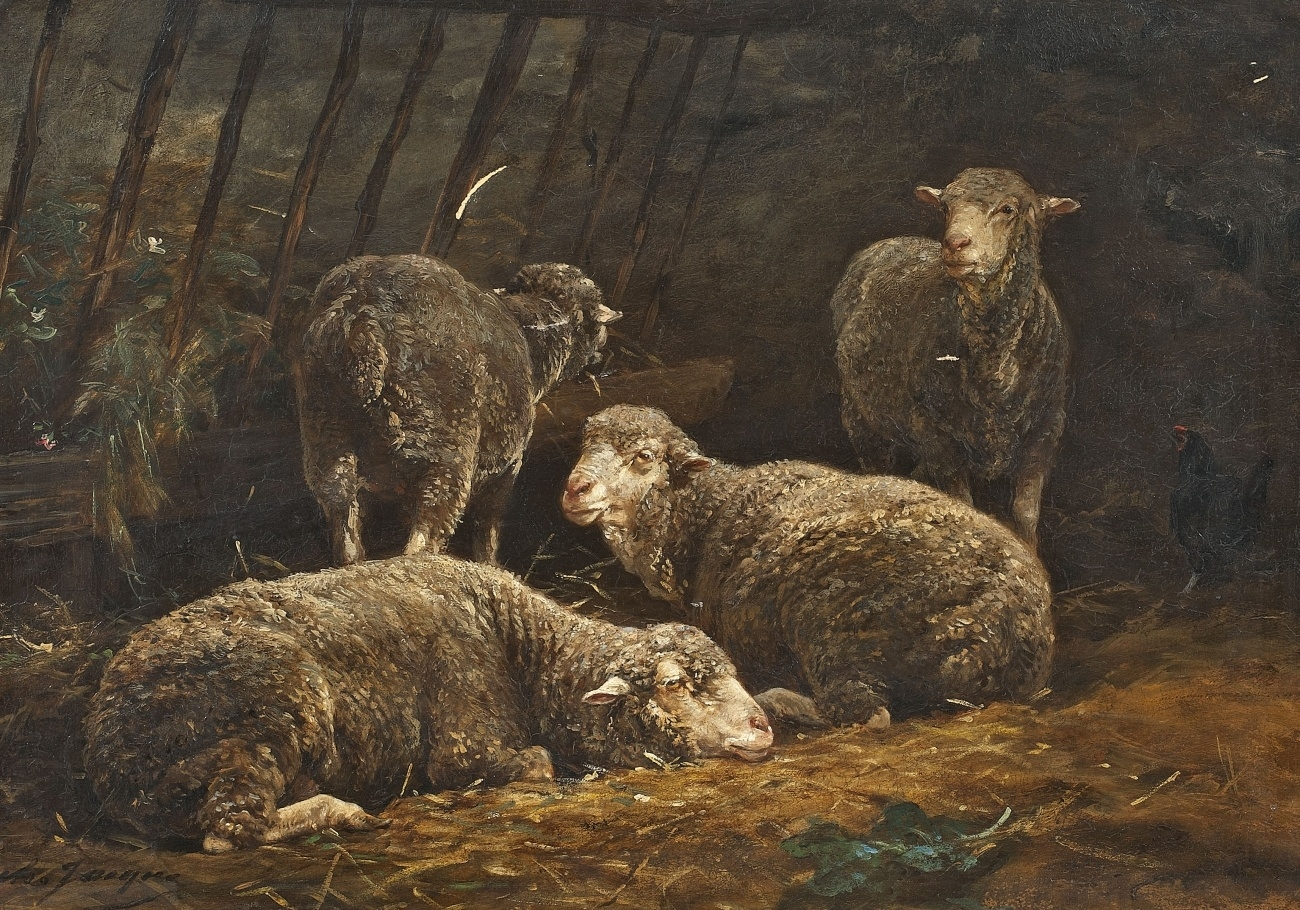
År 1599 hade brukaren Erich bland annat fyra får i sitt boskapsbestånd på Högby gård.

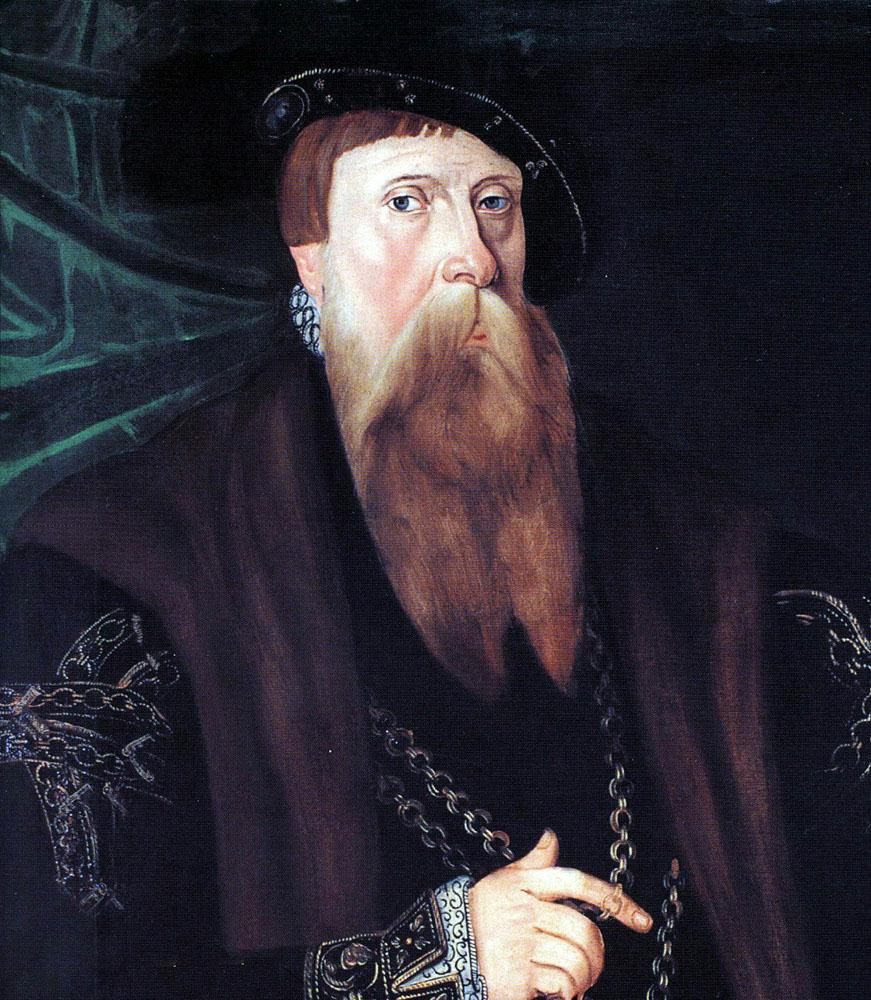
Gustav Vasa cirka 1550, enligt ett porträtt av en okänd konstnär. Svenska porträttarkivet, SPA, Gripsholms slott, Mariefred. Bilden är beskuren.

### Arvskiftet 1514
År 1514 skiftades arvet efter Bengt Gregersson (Lillie), som dog 1501, varvid hans dotter Anna Bengtsdotter (Lillie) (född 1491), gift med Erik Ryning (död 1520 i Stockholms blodbad) ärvde Högby. Anna Bengtsdotter Lillie och Erik Ryning var föräldrar till Nils Ryning (1520-1578), som ärvde Högby gård efter sin mor Anna Lillie samt Ulvsättra och jord i gårdarna Högby, Fastebol, Kallbrunna, Vam och Viksjö, alla i Järfälla. I Upplands handlingar står det att Nils Ryning ägde två frälsehemman i Viksjö 1562 och ett frälsetorp i Vålberga 1545.

### Den första brukarens namn
Det första år för vilket vi känner brukarens namn är 1538 och brukaren heter Erik. Högby gård låg då cirka 1 km västnordväst om Viksjö gård och cirka 500 m rakt söder om torpet Marhagen och för övrigt ganska nära vägen som gick mellan Viksjö gård och Råstens torp. Gården vid Högby låg förr vid backen på andra sidan Råstensvägen. På den gamla gårdsplatsen finns inga byggnader bevarande, ingenting återstår av gården. Det finns en ganska bred stensträng som kan vara rester av rågångsgränsen mot Görvälns ägor.

### Mantalslängden
Gården vid Högby utgjorde 1538 1 hemman och infördes i senare mantalslängder som 1 mantal. Mantalslängden var en förteckning över personer som var skyldiga att erlägga mantalspengar. Alla som blev mantalsskrivna inom ett mantalsskrivningsdistrikt upptogs i längderna med namn, hemvist, yrke, civilstånd med mera. Mantalslängderna sammanställdes sedan länsvis. Ett hemman avsåg en på landsbygden av åtskilliga ägor bestående och bebyggd gård och jordbruksfastighet med visst mantalsvärde. På 1500- och 1600-talen motsvarade ett hemman vanligen en bondgård med en sådan storlek att brukaren kunde försörja sig och sin familj på avkastningen av jorden och erlägga den skatt som åvilade egendomen. Ett sådant hemman åsattes ett helt mantal. Antalet mantal utgjorde grund för beskattning och antalet beräknades som regel i åker- och ängsmark, och uppskattades i tunnor, eller i tunnland och kappar efter hur mycket säd man kunde odla på marken. Därigenom borträknades skogsdungar och tomter. Taxeringsenheten 1 mantal, det vill säga ett helt hemman, grundades på för olika landsdelar anpassad normstorlek för jordbruk som gav full bärgning åt en familj med tjänstefolk. Från varje hemman skulle i princip erläggas lika stor skatt. Ursprungligen bör termen mantal ha åsyftat personer och inte jordegendom.

### Gustav Vasas jordeböcker för Högby 1538
På Gustav Vasas tid omtalas gården vid Högby första gången år 1538. Med början från 1540 lät Gustav Vasa upprätta jordeböcker över sina och kronans egendomar, som senare kom att uppta även skattehemman och frälsehemman. Av den jordegendom, som fråntogs kyrkan och prästerna, lade han nära 12.000 hemman under kronan. Senare, på 1690-talet utökades listan med ytterligare egendomar och blev då ett fullständigt fastighetsregister och nya större revideringar skedde 1825 och 1884. Jordeboken förvarades i Kammarkollegium för hela riket och i Lantmäteriets olika lantmäterikontor för de olika länen i Sverige, de äldre jordeböckerna förvarades i de olika landsarkiven. Kungen lade sig i såväl stort som smått i riket. Gustav Vasa var själv Sveriges störste och skickligaste jordbrukare. Han for ofta omkring till sina gårdar, han ägde till slut 5.000 hemman, och såg till, att de sköttes på ett mönstergillt sätt. När han reste i landet undervisade han bönerna, hur de rätt skulle bruka sina åkrar, röja sin ängar och inbärga sin gröda.

### Upplands handlingar från 1545
I Upplands handlingar från 1545 anges kammarjunkaren och sedermera krigskommissarien Nils Ryning (1520-1578) som ägare till frälsetorpet Högby och det var Nils Ryning som uppbar räntan. På den tiden var det bara adelsmän som fick äga frälsejord och som fick utnämnas till högre ämbeten. Den som ägde frälsejord var fritagen från skatt. Frälse enligt den medeltida betydelsen var skattebefriad, alltså frälst från skatt. Frälsets jordegendomar kallades frälsegårdar eller frälsegods. Genom arrendet upplät han som fastighetsägare nyttjanderätten till jorden mot betalning i form av ett penningvärde, natura eller dagsverk, och uppbar genom detta räntan.

### Nils Ryning ägare 1545
År 1545 ägde Nils Eriksson Ryning (1520-1578) Högby, som 1548 erlade 1 spann råg och 1 spann korn i tionde, men däremot ingenting de två följande åren och endast 1 fjärding råg för år 1551. Ett spann betyder ett kärl som var "omspänt", på fornsvenska hette det spander, och under medeltiden och 1500-talet var spannet viktigaste spannmålsmåttet. Ordet spannmål innebär ju att mäta i spannar. Från början användes spannen i östra Sverige och har troligen sitt ursprung i Mälarregionen. Redan på 1100-talet hade i Sverige införts en kyrklig skatt som ursprungligen utgick med en tiondel av avkastningen av jordbruk, boskapsskötsel, fiske med mera. För redovisningen av avkastningen fördes skattelängder, så kallade tiondelängder, som redovisade brukarnas jordbruksfastigheter och fastighetens avkastning. Från mitten av 1500-talet till omkring 1720 finns tiondelängder bevarade.
Nils Ryning var herre till tre gårdar i Södermanland, nämligen till Gimmersta herrgård i Julita socken, till Lagnö herrgård i Aspö socken samt till Tyresö slott i Tyresö socken på Södertörn. Nils Ryning var kammarjunkare, han blev sedermera krigskommissarie och hertig Karls furstliga råd. Han hade gift sig med Ingeborg Eriksdotter Trolle 13 januari 1544 på Lagnö herrgård i Aspö socken i Södermanland. Ett par år före bröllopet, 1542, var Ryning ett av Gustav Vasas sändebud för att avsluta förbund med Frankrike. Samma år som Nils Ryning gifte sig beseglade han Västerås arvförening 1544. Från 1555 tjänstgjorde han i slottsloven på Viborg och 1559 blev han mönstringsherre. År 1560 skrev han under Gustav Vasas testamente och 1561 skrev han under ständernas bevillning. Han var kammarjunkare hos Erik XIV och legat till Ryssland både 1561 och 1563, varefter han blev skeppshövitsman 1563-1564 och 1567. 1566 blev han krigskommissarie och 1570 blev han hertig Karls furstliga råd. 1573 blev han förordnad till en av kung Erik XIV:s fångvaktare.

### Gustav Vasas öppna brev rörande Högby 1551
I ett brev 1551 föreslog Gustav Vasa att en Thomas Andersson i Högby i Järfälla skulle vara ägare till Högby. Gustav Vasa tillät att Thomas Andersson skulle bygga och besitta Högby om det inte blir till "men och förfång" för någon "bolby".
Gustav Vasa utfärdade 9 april 1551 följande öppna brev rörande Högby, där det står "Öpett breff för Thomas Anderson och Högby udi Görfelle sochn, ath han same Högby bygge och besittie må, um thet icke ligger någon bolby till meens eller förfongh", enligt Gustav Vasas registratur (konung Gustaf I:s Registratur), GR22, sidan 163. Vi vet inte om det låg någon "bolby" "till men eller förfång", för det framgår ingenstans om Thomas Andersson kom att äga Högby eller inte. Det är osannolikt att Thomas Andersson någonsin kom till Högby, ty hans namn återfinns inte i några bevarade jordeböcker eller tiondelängder från denna tid.

### Nils Ryning fortfarande ägare 1562
År 1562 ägdes Högby fortfarande av Nils Ryning enligt detta års frälse- och rusttjänstlängd och lämnade 1½ mark i avradspenningar, han gör 6 dagsverken och mottar 4 hästar till utfodring. Rusttjänsten var en möjlighet att i utbyte mot skattefrihet göra sig skyldig att vid behov, oftast vid krig, ställa upp en fullt rustad ryttare. Till det ryningska gårdskomplexet i Järfälla räknades de båda gårdarna i Viksjö samt Högby, Fastebol, Vam och Kallbrunna gård.

### Älvsborgs lösens längder och Nils Ryning
Älvsborgs fästning erövrades av danskarna den 4 september 1563 under det Nordiska sjuårskriget (1553-1560)och vid freden i Stettin 1570 bestämdes att Sverige skulle betala 150.000 riksdaler silvermynt inom tre år till Danmark. För första gången i Sveriges historia uttogs en skatt baserad på individens tillgångar för att skaffa fram denna stora summa. Under det Nordiska sjuårskriget mot Danmark blev Nils Ryning i juli 1566 kommissarie och i november 1566, sändes Nils Ryning till Livland för att bistå ståthållaren Henrik Klasson Horn af Kanckas, om var ståthållare över Reval och över Livland.
Enligt Älvsborgs lösens längder från år 1571 beboddes gården vid Högby emellertid av Mats såväl 1614 som ännu 1619 (se nedan). Redan 1571 uppbars Älvsborgs första lösen, som var baserad på varje svensk innevånares tillgångar, vilket innebar en form av mantalsskrivning som blev föregångare till senare tiders mantalsskrivningar. Vid Älvsborgs lösen fick varje bonde fick betala en tiondedel av sin egendom eller fastighet och en tiondedel av silver, koppar, oxar, stutar och andra kreatur.

### Högby består av två gårdar 1589
I 1589 års jordebok anges att Högby består av två gårdar, som redovisas i jordeböckerna till och med 1614. De två gårdarna brukas en tid med var sin brukare och en tid under samma brukare. I sitt arbete om "Frälsegodsen i Sverige under storhetstiden" (första delen, band 1, sid. 163, not 1) har J.A. Almqvist påpekat att Högby i jordeboken 1589 utökats från en till två gårdar samtidigt som gården Kallbrunna försvinner ur jordeboken. Han drar dock inga slutsatser ur detta förhållande. Om något samband kan finnas är för närvarande inte känt, men vid denna tid hade såväl Högby som Kallbrunna samma ägare, Nils Rynning. Att Kallbrunna är avsevärt äldre än från 1700-talet framgår av 1500-talets jordeböcker. År 1538 namngavas Kallbrunna första gången i jordeboken med skrivningen Kallbrunde och det brukades av en bonde vid namn Matts, som även stod upptagen i jordeböckerna 1539 och 1542. Kallbrunna utgjorde 1/4 hemman. År 1545 ägdes Kallbrunna av Nils Ryning och den var således en frälsegård. Ännu enligt 1562 års frälse- och rusttjänstlängd ägde Nils Ryning Kallbrunna gård.

### Högby brukas av Erich 1599
Till 1599 års förmögenhetsskatt bidrog gården, nu brukad av Erich, med 16 ¼ öre. Hans boskapsbestånd bestod 1599 av 3 kor, 2 hästar, 1 sto, 4 får och 1 svin. Dessutom uppges han inneha 8 lod i silver. En lod var ett äldre viktmått som användes i många länder i Europa sedan medeltiden fram till början av 1900-talet. Oftast definierades det som antingen 1/30 eller 1/32 av ett pund. I samma jordebok ska Erich lämna 1 spann i spannmål till Upplands ryttare, en skatt som pålades frälsebönderna. Upplands ryttares kavalleriregemente var förlagt till Uppland. "Enligt notering i jordeboken har han också utgjort tillfyllest." Jordeböckerna användes för att driva in rätt skatt från varje hemman. Ibland finns också uppgift om brukarens namn. Jordeboken upprättades av häradsskrivaren i tre exemplar. Dessa kan sägas vara våra äldsta fastighetsregister. Bönderna fick såsom skattebönder betala till kronan ungefär samma belopp i skatt som de tidigare som kronans åbor betalat i avrad, eller arrendeavgift. Då blev gårdarna skattejord istället för kronojord.
På 1800-talet och fram till 1852 användes Högby som bostad för tjänstefolk på Viksjö gård. För Järfälla socken finns uppgifter om torp och gårdar i Upplands handlingar från 1538 till 1572 och i Frälse- och rusttjänstlängderna för 1562. År 1633 bestämde drottning Kristina att man skulle inleda lantmäteriverksamhet för att afmäta hwar bys ägor i syfte att underlätta skattläggningen.

## 1600-talet

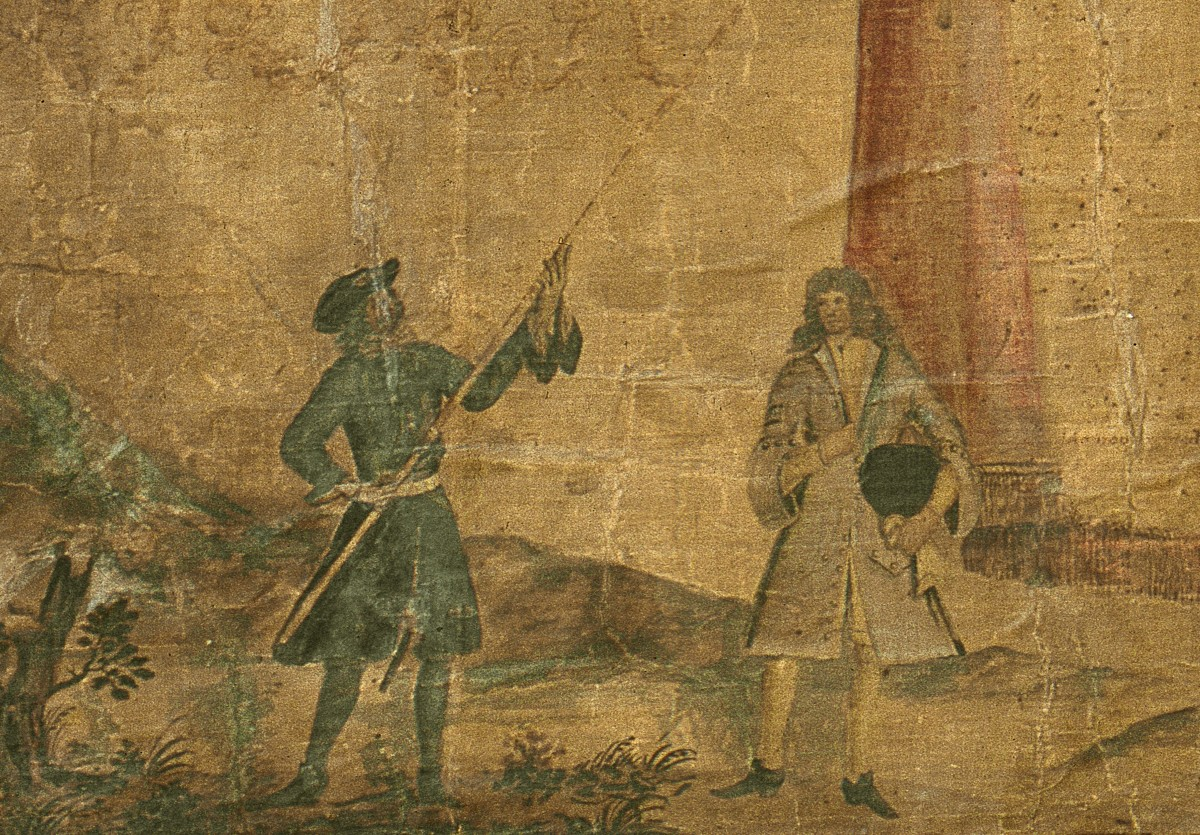
Carl Gripenhielm var den förste som blev direktör för Lantmäteriet. Bilden visar en detalj ur Carl Gripenhielms Mälarkarta från 1689 med en lantmätare till vänster och Carl Gripenhielm till höger.

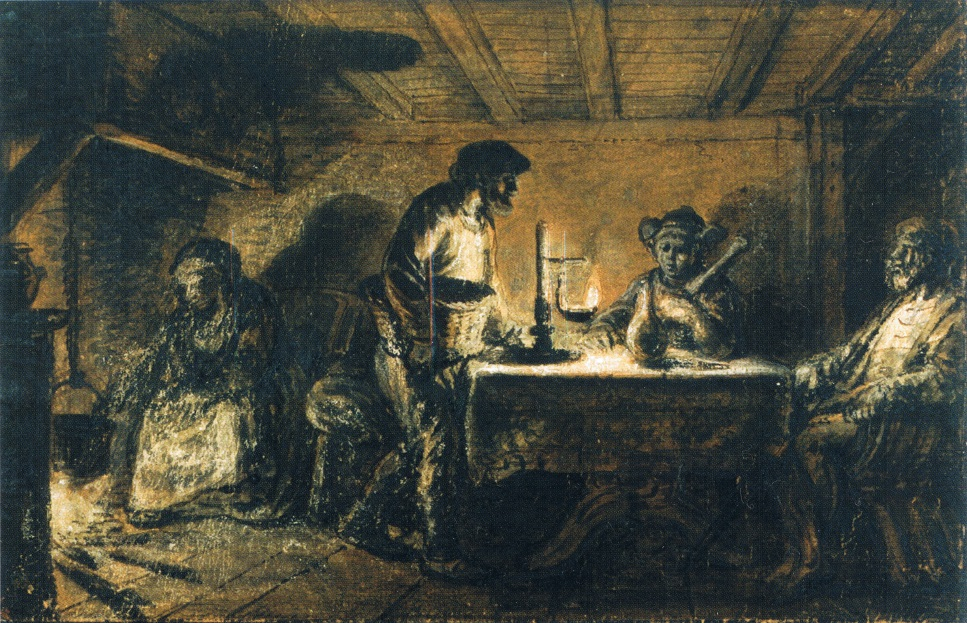
Interiör från en bondstuga i början av 1600-talet.

### Högby brukas av Mats 1614-1619
1601 och 1602 var Erich kvar på de båda gårdarna i Högby, men 1604 låg de båda gårdarna enligt jordeboken öde. Från 1614 består Högby endast av en gård. Enligt jordeboken 1614 är gården åter öde. Enligt Älvsborgs lösens längder från år 1571 beboddes gården, som ovan nämnts, emellertid av Mats såväl 1614 som ännu 1619. Genom den så kallade Älvsborgs första lösen från 13 december 1570 då freden i Stettin slöts efter det Nordiska sjuårskriget (1563-1570) mellan Sverige och Danmark, samt mellan Sverige och Lübeck, var ett av fredsvillkoren att återlösa Älvsborg med 150.000 riksdaler och tvisten om tre kronor sköts på framtiden. På 1600-talet mätte man åkerytan som besåddes med en tunna utsäde i tunnland. Ett tunnland var således en nordisk ytenhet som motsvarade den area av åkeryta som kunde besås med en tunna utsäde. Termen "tunnland" används nu i Sverige kanske främst av äldre lantbrukare och uppfattas motsvara ungefär ett halvt hektar (ca 5 000 m²). En tunna användes på den tiden som rymdmått för båda våta och torra varor. Utsädet är de växtdelar av gröda som utgör grunden för odlingen. Växtdelarna kunde bestå av frön, groddar eller rotknölar såsom sättpotatis, och sådden var utplaceringen av utsädet.

### Högby brukas av Henrich 1620- till 1630-talen

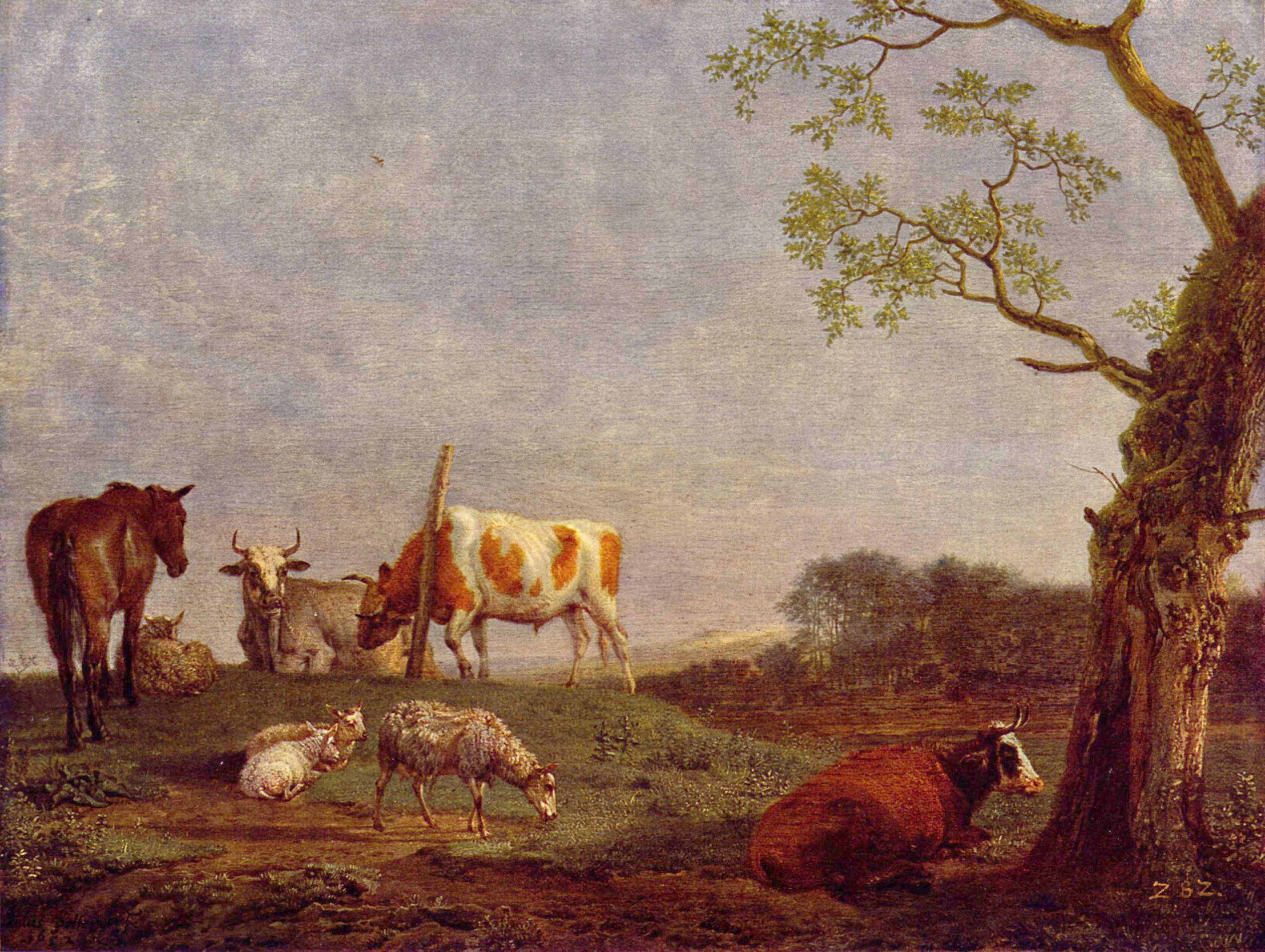
På 1620-talet hade Henrich hästar, kor och får på sin gård vid Högby.

Under 1620- och 1630-talen varierade utsädesredovisningen och boskapsbeståndet så att 1626 hade brukaren Henrich redovisat 3½ tunnor i utsäde och 2 hästar, 2 kor, 1 kviga, 4 får och 3 svin, 1627 hade han 4 tunnor i utsäde, 2 hästar, 2 kor, 2 får och 1 svin. De följande åren 1628 hade Henrich 3 tunnor i utsäde, 2 hästar. 3 kor, 1 kviga, 6 får och 2 svin, år 1629 hade han 3 tunnor i utsäde, 1 häst, 2 kor och 3 får och 1630 hade han 1 tunna i utsäde och 2 kor, men inga andra djur. Några år senare, 1637, hade brukaren Simon 2 tunnor i utsäde, 1 häst, 1 sto, 2 kor, 2 kvigor och 2 får.
I början av 1600-talet blev troligen de båda hemmanen i Viksjö i Järfälla socken skilda på olika ägare. En av gårdarna ägdes 1614 av riksrådet greve Abraham Brahe (1569-1630). Enligt en notering i 1631 år jordebok ägdes Viksjö gård och Vam av brodern greve Magnus Brahe (1564-1633) under Nora gård i Bromma socken. Den ena gården ägdes sålunda av Abraham Brahe, som avled 1630. Enligt en notering i 1631 års jordebok ägdes denna gård samt gården Vam i Järfälla socken av brodern greve Magnus Brahe under Nora i Bromma socken. Om Magnus Brahe verkligen ägt Viksjö kan dock betvivlas. I domboken vid vintertinget 1642, då Anna Margareta Bielke satte in 740 riksdaler specie i häradsrätten emot amiralen och landshövdingen friherre Göran Gyllenstiernas af Lundholm (1601-1646) köp av en gård i Viksjö inklusive Hummelmora och Vam, köpte denne gården just av sin faster Elsa Gyllenstierna (1577-1638), Abraham Brahes änka. Detta köp ägde rum före 1637, eftersom redan i detta års länsräkenskaper angavs det att Göran Gyllenstierna hade köpt gården. Göran Gyllenstierna skrev sig som friherre till Lundholmen i Vrigstads socken, Jönköpings län och ägde dessutom bland annat Björksund i Södermanland och Almare-Stäkets gård i Uppland.
Högby kartlades 1689, som då bestod av sammanlagt 10 tunnland åker med 5 tunnors utsäde per år, vilket dock på grund av den svaga jordmånen inte värderades till mer än 4 tunnor. Kartläggningen visade också att en del av åkern om 2½ tunnland på hösten och våren stod i vatten som kom från Storängen söder om åkern och att det skördades 4 vinterlass hö per år.

## 1700-talet

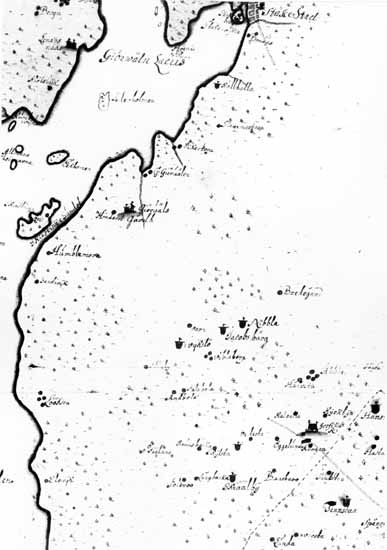
Del av karta över Mälaren mellan Stockholm och Stäket från 1675 av lantmätaren Johan Persson Gedda, bror till lantmätaren Jonas Persson Gedda.

En ny kartläggning av Högby skedde redan 1709 i samband med skattläggning. Gården överfördes då från 1 till ¼ mantal. Åkern bestod nu av 11 tunnland och ängen gav 9½ lass hö per år. Två dagsverken per vecka gjordes till Viksjö. Brukare 1709 på Högby var Per Jansson, som varit där sedan 1695. Han var sexman åren 1704-1710. Sexmannen var en av sex förtroendemän i en socknen. Sexmannens uppgift var att se till att beslut som fattats på sockenstämman verkställdes.
Efter att ha stått öde ett par år brukades gården sedan av Per Olsson 1712-1730. Även han är sexman åren 1723-1728.
Under återstoden av 1700-talet följde 11 olika brukare, däribland Mats Ersson 1758 och Anders Jansson 1790-1801.

## 1800-talet

### Enskiftet
År 1825 kartlades Högby åter. Vid detta så kallade enskifte tillades till gården sina ägor i ett skifte till en areal av 167 tunnland 26 ¾ kappland, detta var således betydligt mer än det som tidigare hade legat till gården, fastän detta enskifte blev aldrig fastställt som sådant. Detta berodde på att ett stort skogsområde från gården åt sydväst ända fram till Mälaren nu lades till Högby. Ett kappland var lika med 1/32 tunnland som i sin tur var lika med 154,3 kvadratmeter. På en åker var det arean för en kappes utsäde. En kappe var lika med 1,75 kannor, som var 4,58 liter. En kappe var ett gammalt svenskt rymdmått för torra varor. År 1515 var 1 spann lika med 20 kappar. Enskiftet var en jordreform som genomfördes i Skåne från slutet av 1700-talet och under 1800-talets första decennier. Under skiftet slogs tegar samman så att varje bonde fick ett fåtal sammanhängande åkrar. Det följde på storskiftet och var betydligt mera radikalt. Det kom i sin tur att följas av laga skifte från 1827, då de önskade resultaten inte hade uppnåtts.

### Bostad för tjänstefolk på Viksjö gård 1837-1852
På 1800-talet och fram till 1852 användes Högby således som bostad för tjänstefolk på Viksjö gård. Högby brukades självständigt till 1837, då bruket lades under Viksjö, men enligt husförhörsboken var gården bebodd av tjänstefolk på Viksjö gård till 1852.
För Järfälla socken finns uppgifter om torp och gårdar i Upplands handlingar från 1538 till 1572 och i Frälse- och rusttjänstlängderna för 1562. År 1633 bestämde drottning Kristina att man skulle inleda lantmäteriverksamhet för att "afmäta hwar bys ägor" i syfte att underlätta skattläggningen.

## 1900-talet

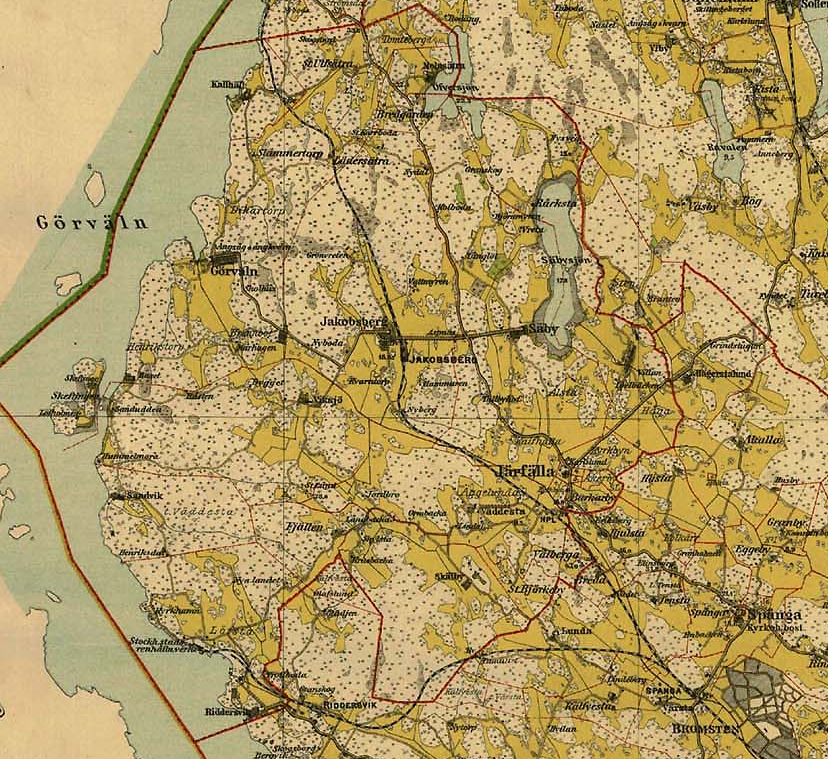
Karta över Sollentuna härad 1901 med Järfälla socken och Bromma socken. I beskrivningen på den ekonomiska kartan för Sollentuna härad 1901-1902 finns Högby omtalad. Kartan är beskuren.

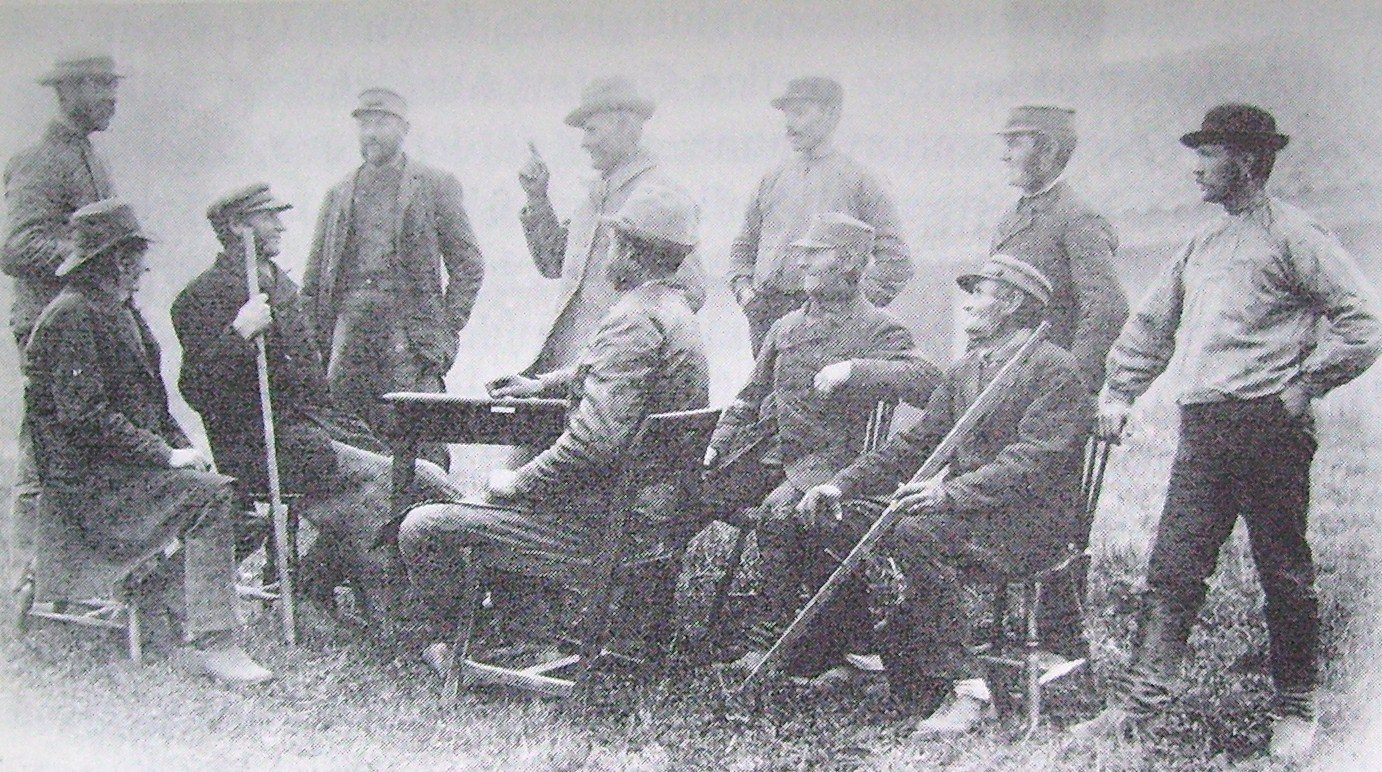
Bystämma på 1800-talet.

Orten Högby återfinns inte på vare sig de moderna ekonomiska kartorna eller de topografiska kartorna, vilket framgår av att kartkod inte anges. Högby är däremot omtalad i beskrivningen till den ekonomiska kartan för Sollentuna härad från 1901-1902. Med hjälp av en äldre geometrisk avritning i Geometriska jordeboken A19 i Lantmäteriverkets arkiv har gårdstomten för Högby kunnat lokaliseras.
Vid laga skiftet av Viksjö 1922-1925 lades Högby ut i ett skifte, inte runt den gamla då avhysta gårdsplatsen, utan i nordöstra delen av Viksjös och delvis Fastebols gamla ägor. Skiftets totalareal uppgick till 38,1520 ha, varav 15,0190 ha åker. I jordregistret kvarstod denna enhet Högby1:1 till 1943, då den lades samman med Viksjö 1:1, Fjällen 1:1, Fastebol 1:1 och Viksjö 2:1. I Sverige beslutades år 1827 om laga skifte och principerna i denna skiftesstadga gällde till 1928. I vissa delar reviderades stadgan 1866, men ersattes av 1926 års lag om delning av jord som trädde i kraft 1 januari 1928. Laga skifte betydde att man delade jorden i byn mellan jordägarna, så att varje bonde vanligen fick sin åker utlagd i två till tre tegar i ett sammanhängande stycke. Ofta måste husen flyttas ut till de nya ägorna, så att de gamla byarna försvann. I allt flera trakter blev det bebyggt med särskilda gårdar.  Syftet var att slutföra de jordreformer som påbörjats med storskiftet och enskiftet. Det blev slut med de gamla bystämmorna.
Vid 1950-talets mitt ingick Högby i fastigheten Viksjö 2:1, som ägdes av Viksjö AB, dotterbolag till Fastighets AB Hufvudstaden. Denna fastighet såldes med vissa smärre undantag den 5 juli 1963 till Småhusstaden, Fastighets AB Versus Kommanditbolag. I försäljningen ingick hela Högby gamla gårdsområde. Härmed avses således inte den vid laga skiftet 1922-1925 utstakade fastigheten Högby 1:1 som kom att läggas uti områdena nordöst om Viksjö gård, alltså utan anknytning till Högby gamla gårdsplats.

## Bilder

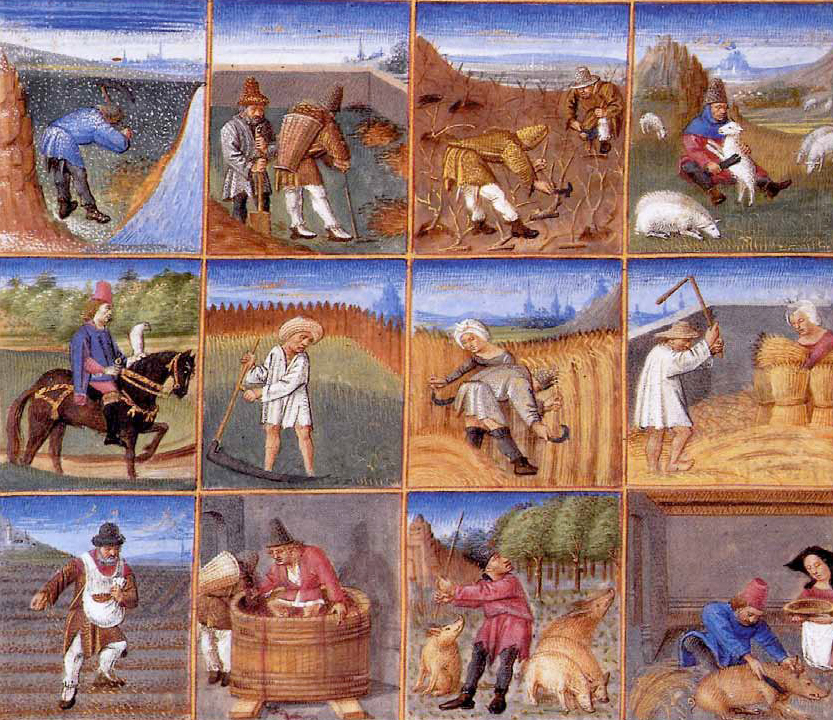
På 1400-talet hade bonden arbete för alla de tolv månaderna på året.
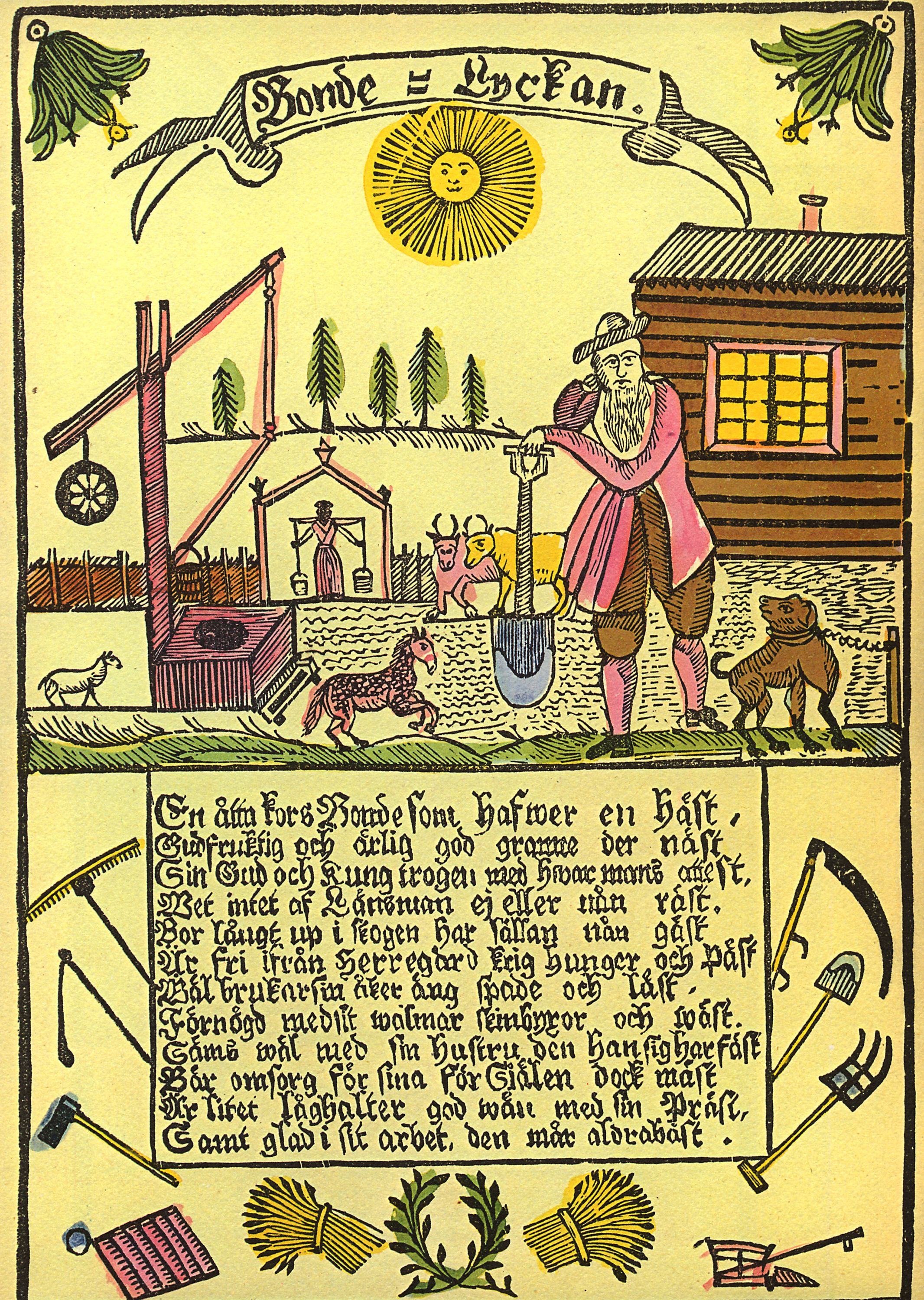
Bonde-Lyckan från cirka 1830, som visar bondens liv och arbete, av Johan Peter (Pehr) Lundström, boktryckare i Jönköping i början av 1800-talet.
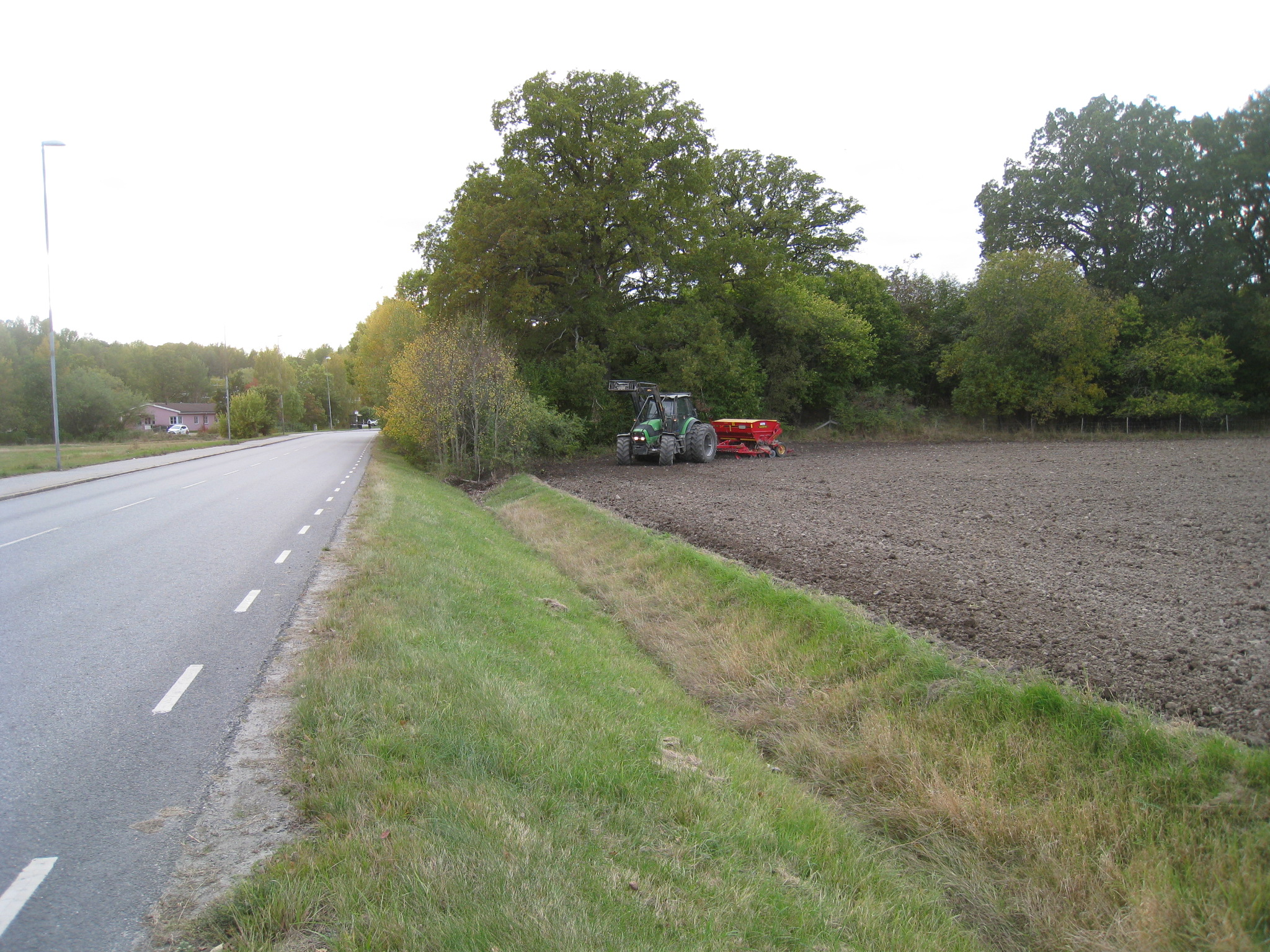
En traktor harvar åkern vid den östra sidan av läsidesmoränen vid åkerholmen vid Högby.
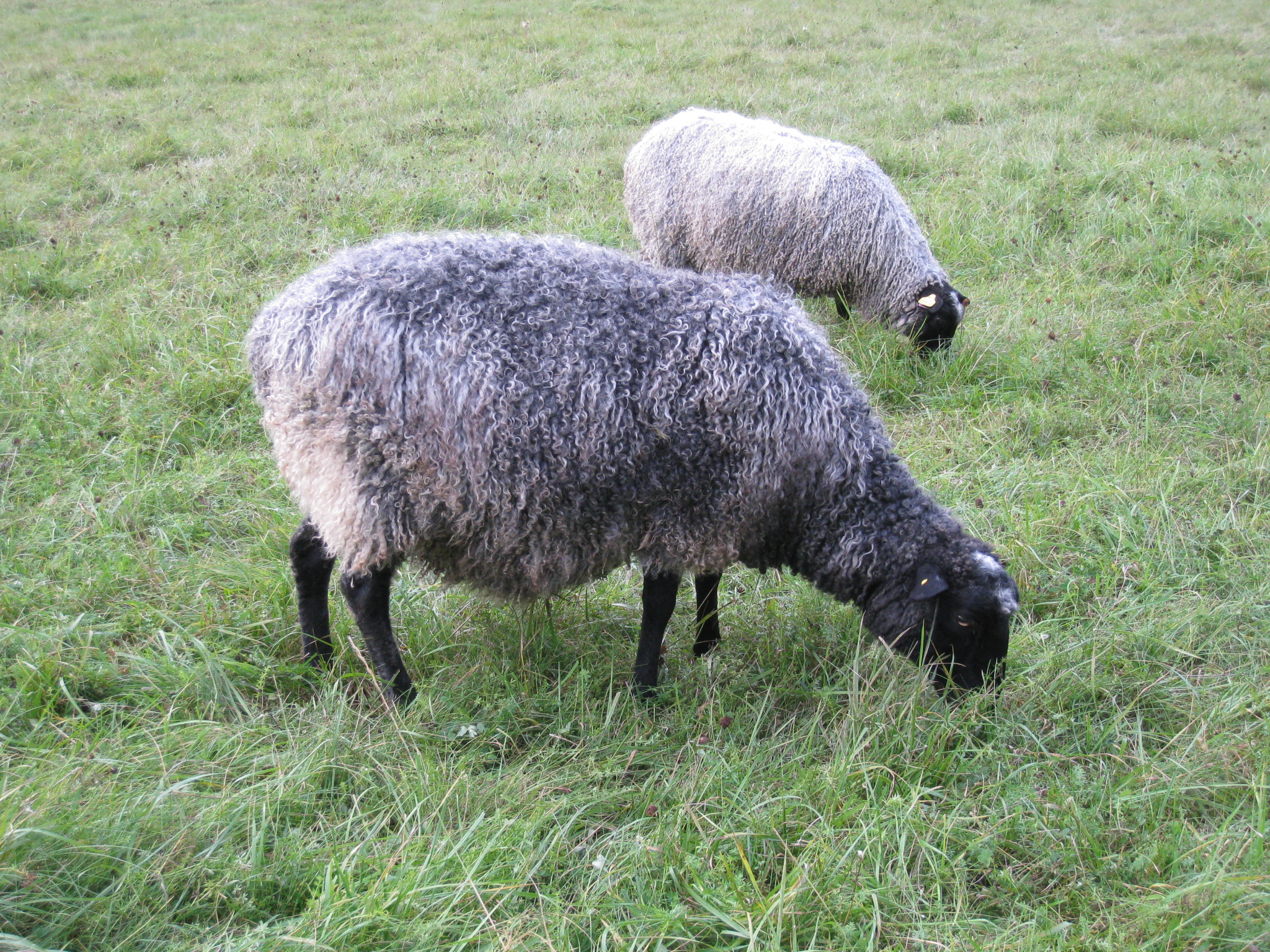
Fåren betar på marken nedanför där Högby gård en gång låg.
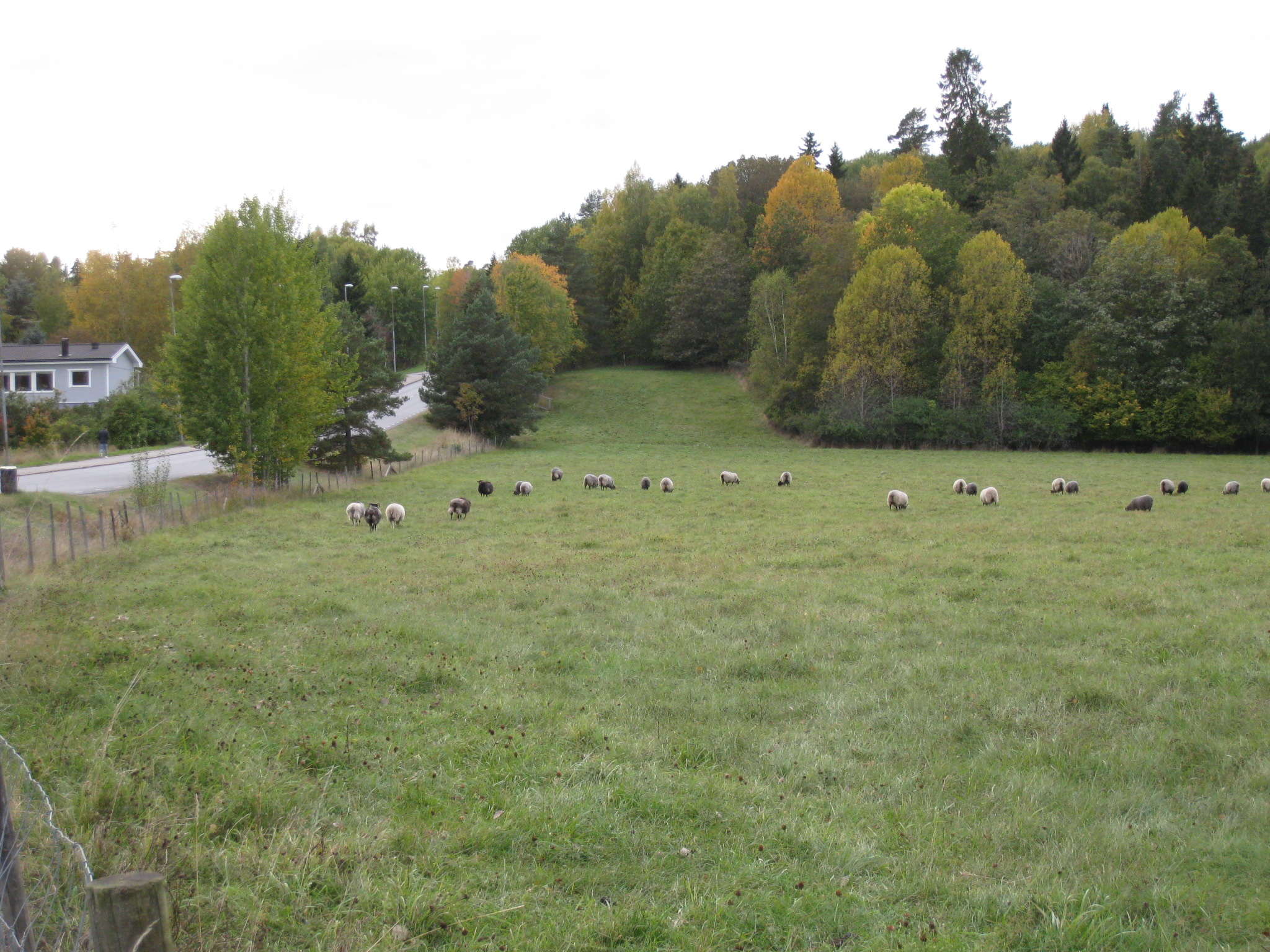
På Högby gamla gårdsplats vid Råstensvägen betar ett 40-tal får på den öppna betsmarken eller ängsmarken.